# Riserva naturale orientata Cassa di espansione del Fiume Secchia
La riserva naturale orientata Cassa di espansione del Fiume Secchia è un'area naturale protetta situata tra i comuni di Rubiera, Campogalliano e Modena, nelle provincie di Reggio Emilia e Modena.

## Storia

### Le antiche valli e i boschi di Rubiera

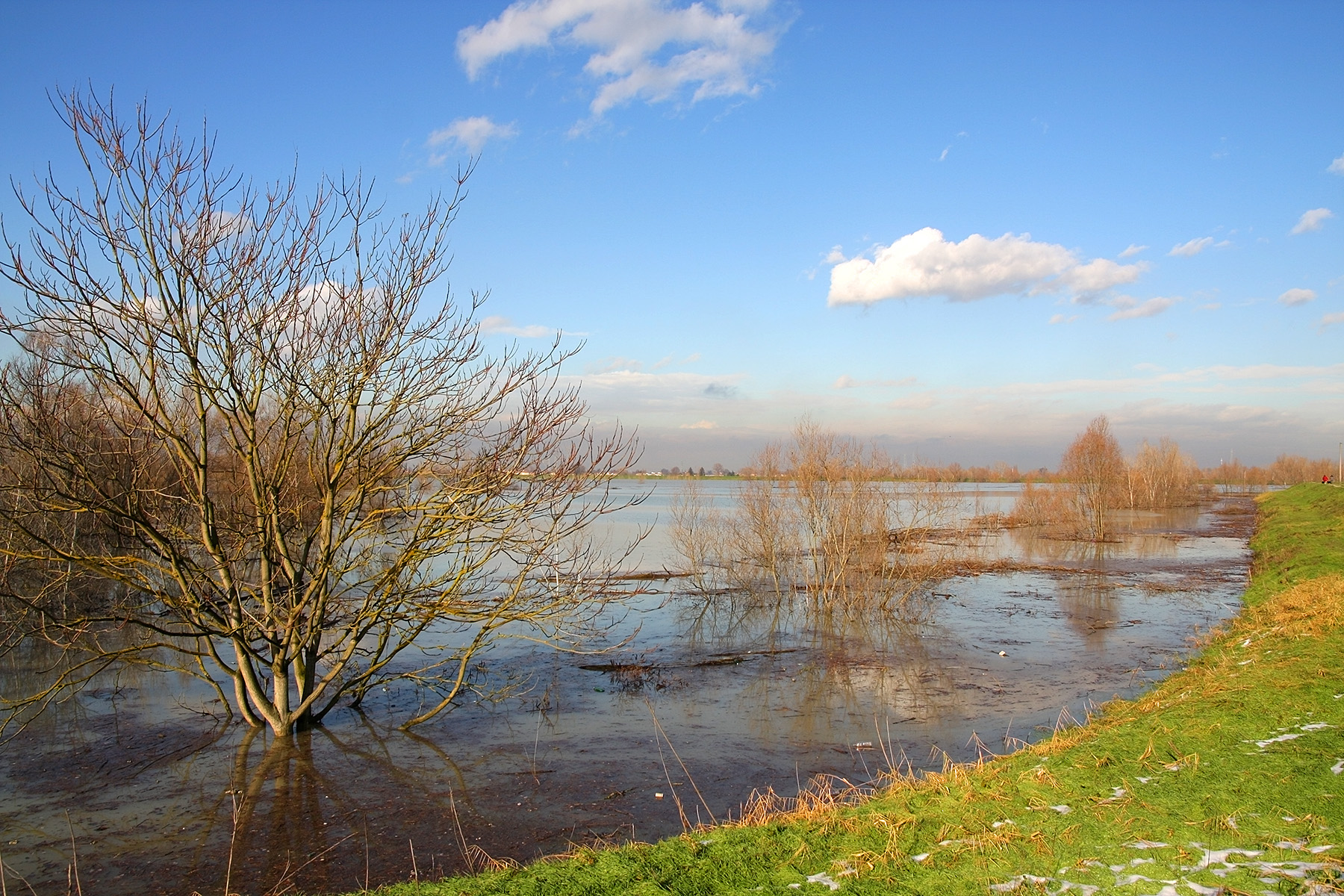
Casse di espansione allagate

L'istituzione della riserva è legata al fiume Secchia e al suo millenario rapporto con l'uomo, i cui interventi, in particolare nell'ultimo secolo, hanno prodotto una radicale trasformazione di questo come degli altri paesaggi fluviali della pianura.
Il fiume Secchia, conosciuto nell'antichità con vari idronimi (Gabellus, Situla, Sicla, Secla, Situlla, sino a quello odierno, che comparve nel XVI secolo), è uno dei maggiori corsi d'acqua a carattere torrentizio della regione Emilia-Romagna. Nasce ai piedi dell'Alpe di Succiso, nell'Appennino reggiano, dalle acque che si raccolgono in un ampio circo glaciale a ridosso del crinale, e dopo aver percorso 170 km circa si unisce al fiume Po in territorio mantovano. Allo sbocco in pianura, dove abbandona la frazione più grossolana dei suoi detriti, il fiume Secchia scorre in un largo greto di bianchi ciottoli, lungo un tracciato assunto durante l'alto medioevo (in precedenza scorreva più a ovest).
In passato nell'area dell'attuale riserva il fiume era affiancato da zone paludose permanenti, indicate sulle antiche mappe come valli di Rubbiera; toponimi come via delle Valli e Molino di Valle sopravvivono nel vicino abitato di Fontana, che a sua volta ricorda fontanili ormai scomparsi. Nel paesaggio delle valli risaltavano estese aree boscate che, sulla sponda sinistra del fiume, formavano il bosco di Rubiera, una delle ultime formazioni forestali della pianura, sopravvissuta fino all'immediato secondo dopoguerra insieme ai vicini boschi di Campogalliano, Nonantola e San Felice sul Panaro (bosco della Saliceta). Della composizione floristica di queste selve sono rimaste tracce solo nelle descrizioni di due illustri botanici, Giuseppe Gibelli e Romualdo Pirotta, che raccolsero parte delle loro osservazioni nel volume Flora del Modenese e del Reggiano, redatto nel 1883. Delle antiche foreste che accompagnavano il corso del Secchia sono anche emersi importanti resti durante i lavori di scavo per la realizzazione dell'autostrada del Brennero: nel 1971 vennero ritrovati, sepolti sotto nove metri di depositi ghiaiosi, alcuni grandi tronchi sub-fossili, risalenti a circa 3.500 anni fa e riconducibili alla foresta planiziale che ammantava l'intera Pianura padana. In questi boschi primari, che i botanici chiamano querco-carpineti, grandi esemplari di farnia (la tipica quercia di pianura) dominavano su carpini bianchi, salici, ontani ed olmi, in parte ancora presenti nelle rare e ridotte macchie boscate che sopravvivono in pianura.

### Il nuovo paesaggio della cassa di espansione

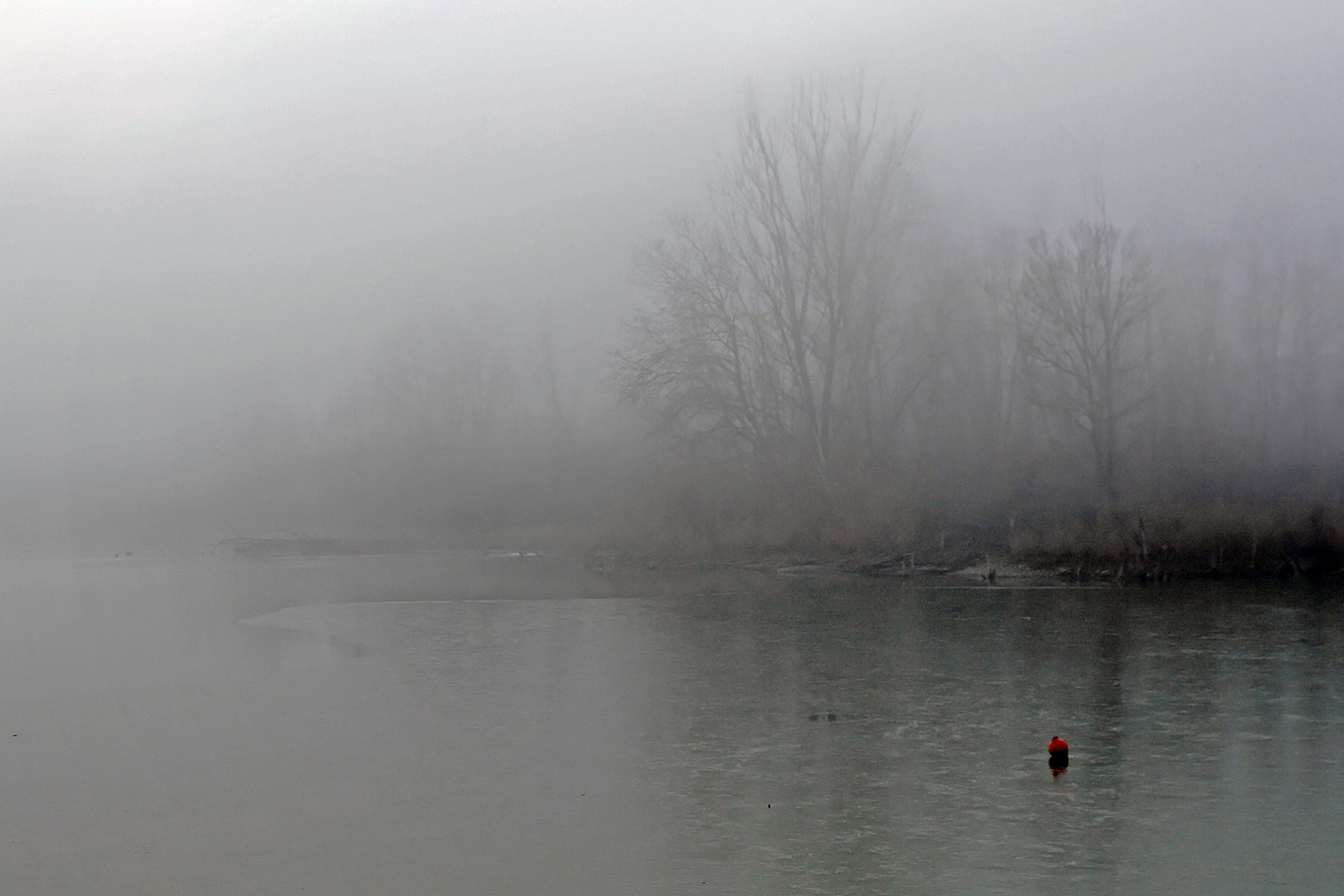
Nebbia sul fiume Secchia a Campogalliano

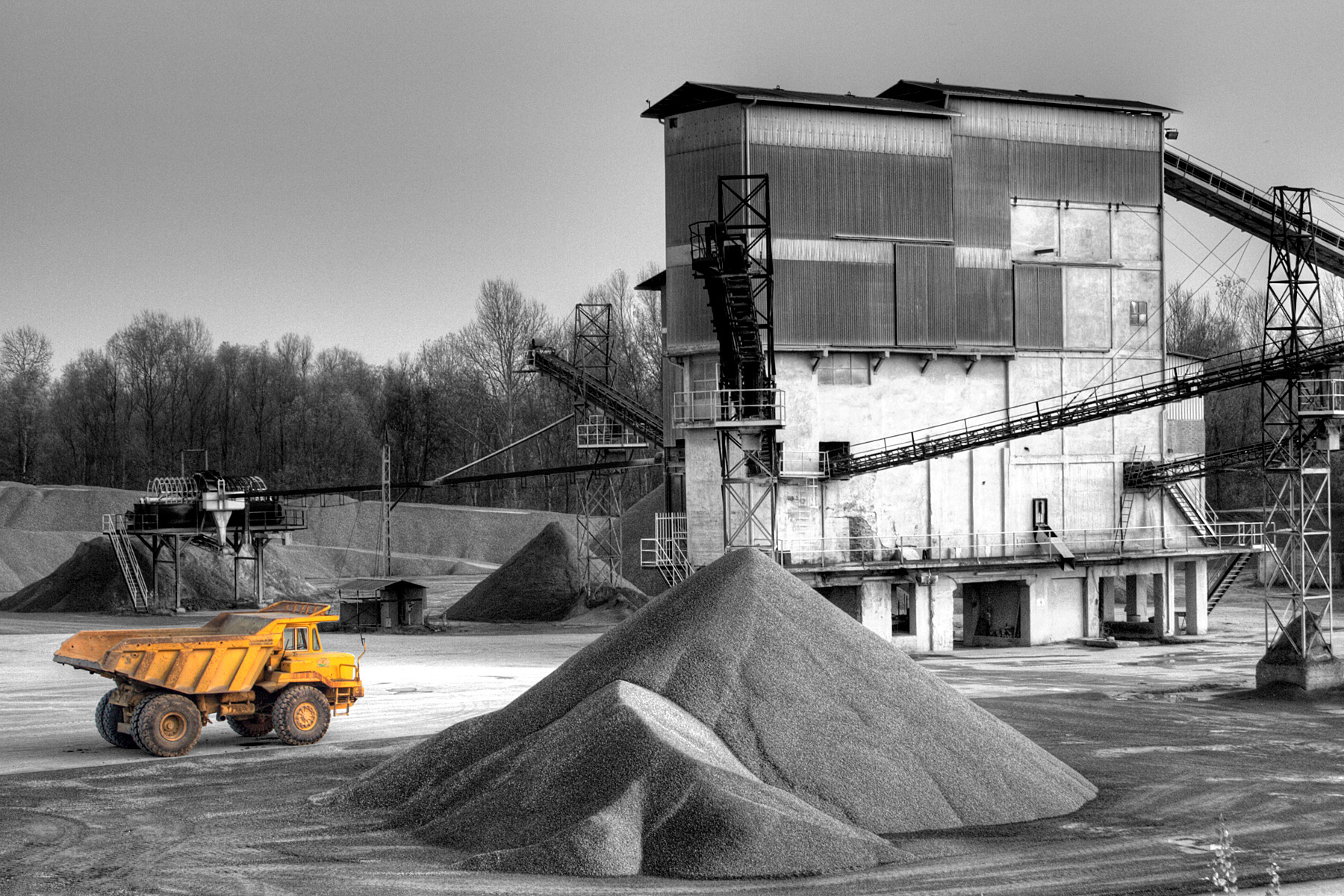
Cava di ghiaia del Secchia

All'antico paesaggio delle valli si è progressivamente sostituito un nuovo assetto modellato dai ripetuti interventi dell'uomo. Le opere di bonifica, la moderna agricoltura e gli insediamenti industriali e abitativi serviti da arterie stradali a grande traffico hanno portato a una repentina trasformazione territoriale, contribuendo alla inesorabile riduzione delle componenti naturali. Le massicce attività estrattive (alcune cave di ghiaia sono ancora in funzione nei dintorni della riserva) hanno inoltre causato la comparsa in superficie delle acque di falda e la conseguente formazione di ampi bacini, che rappresentano l'elemento principale dell'odierno paesaggio della cassa.
Alte arginature delimitano l'orizzonte di questi vasti specchi d'acqua, interrotti da lingue di terra e isolotti periodicamente sommersi e colonizzati dalla vegetazione spontanea. In questo quadro spicca la fascia boscata di vegetazione igrofila che fiancheggia il corso del Secchia, offrendo rifugio a specie vegetali e animali in gran parte allontanate dal territorio di pianura. La realizzazione della cassa di espansione, che approssimativamente ricalca l'estensione dell'antica valle di Rubiera, e l'istituzione dell'area protetta hanno contribuito a un parziale ma significativo riequilibro ecologico del territorio circostante, sottoposto da decenni a una elevata pressione antropica.

## Descrizione e caratteristiche

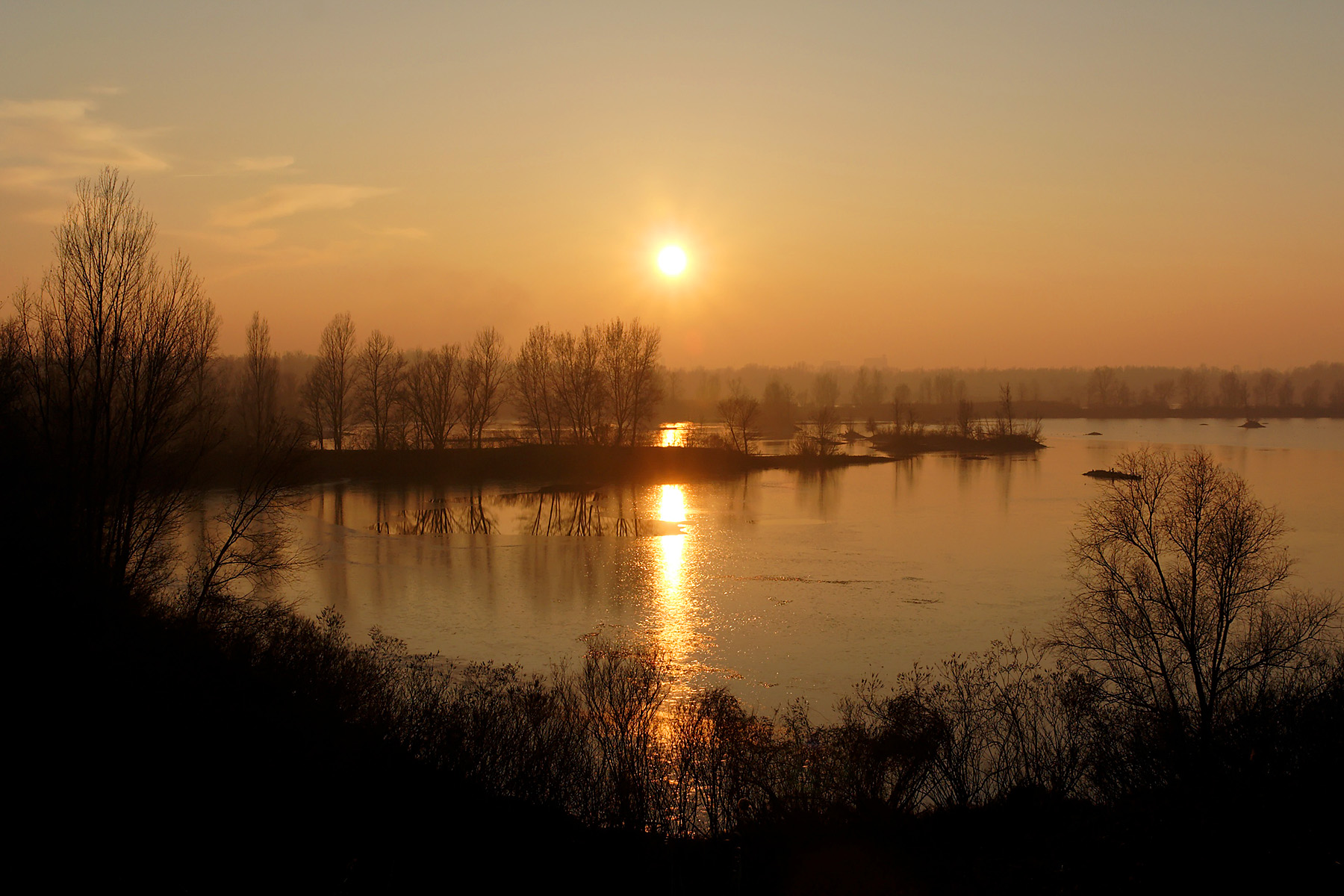
Tramonto sul fiume Secchia a Campogalliano

Questa zona umida tra Modena e Reggio Emilia, appena a nord della via Emilia, si è originata in seguito alla costruzione di una diga avvenuta nel 1980, progettata per scongiurare il rischio di esondazioni causate dal fiume Secchia durante le piene.
Nonostante gli sbarramenti in cemento, i canali e le altre imponenti opere idrauliche, la riserva tutela oggi ambienti del passato ricreati, le antiche Valli di Rubiera, paludi che lambivano i boschi fino al secondo dopoguerra e da sempre rappresentavano scorci naturali nel paesaggio locale.
Entro le arginature, la cassa di espansione fu progettata per porre fine alle ripetute alluvioni che nelle stagioni più piovose esondavano dal fiume, il cui corso è accelerato dagli affluenti e dall'aumentata profondità del letto causata dalle attività estrattive della ghiaia. Nel suo complesso l'opera si compone di un'imponente briglia alta una decina di metri e lunga 150 m, con quattro bocche di scarico che fronteggiano altrettanti dissipatori di energia, di una briglia selettiva a pettine, costruita tre chilometri più a monte per intercettare i tronchi più grossi, e di alcuni bacini di cava in riva sinistra. Grazie alla presenza dell'acqua ferma e delle lingue di terra e isolotti periodicamente sommersi e colonizzati dalla vegetazione spontanea, si sono aperte nuove opportunità per fauna e flora.

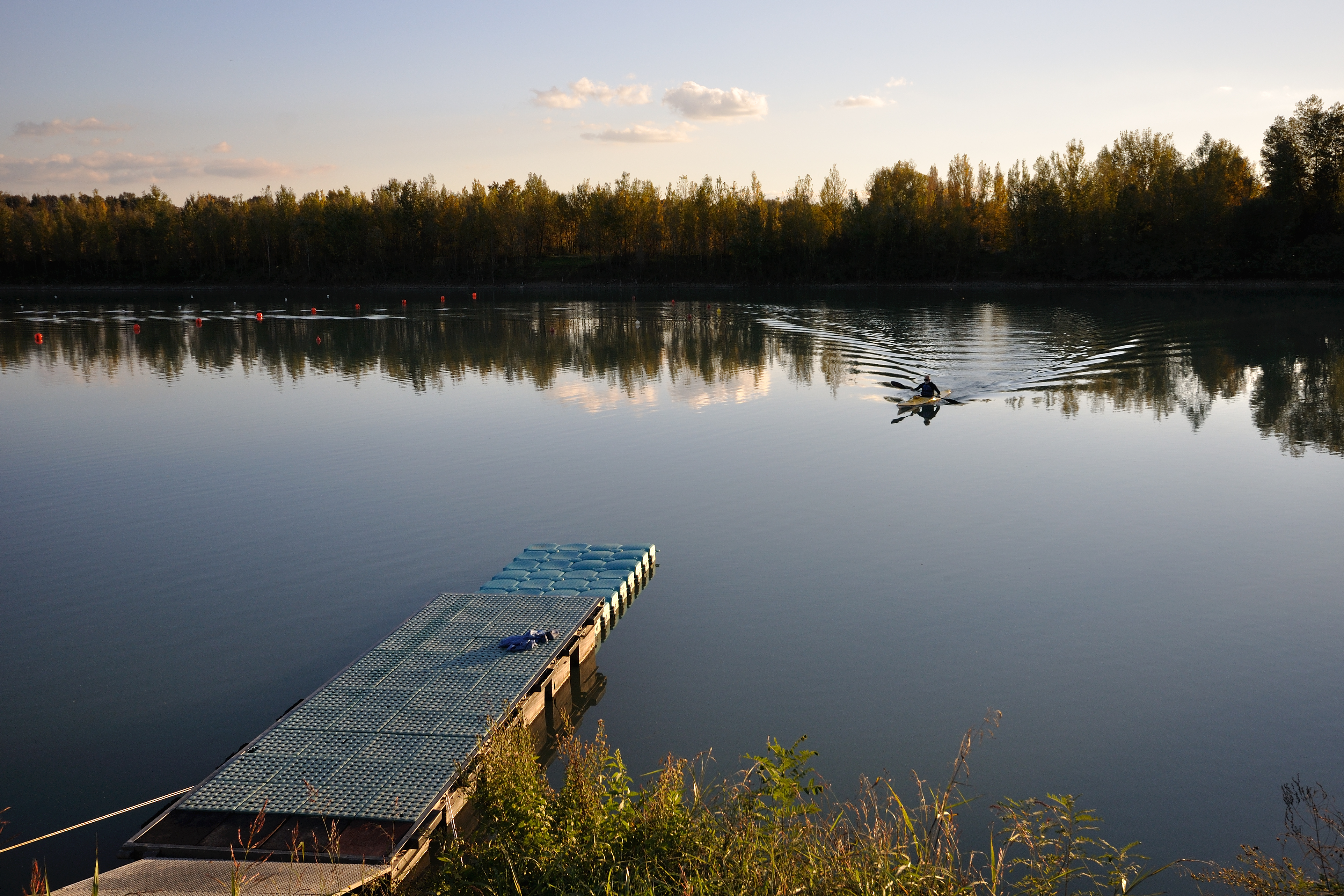
Canoista

Oggi la riserva è un ottimo luogo dove per l'osservazione degli uccelli e praticare la fotografia naturalistica, grazie alla presenza numerosa in particolare di avifauna acquatica. La sede è oggi ospitata in un edificio dall'importanza storica chiamato Corte Ospitale, costruzione colonica ingentilita da un cortile porticato, da una torre e una chiesa intitolata a Santa Maria Pontis Herberiae (dall'antico nome di Rubiera, uno dei comuni della riserva). Per secoli con funzioni di ospizio e presidio lungo il fiume Secchia per viandanti e pellegrini che dovevano attraversare il fiume, oggi è un valido supporto per visitatori e scolaresche che vogliono conoscere più da vicino la storia naturale di questi luoghi.

## Geomorfologia

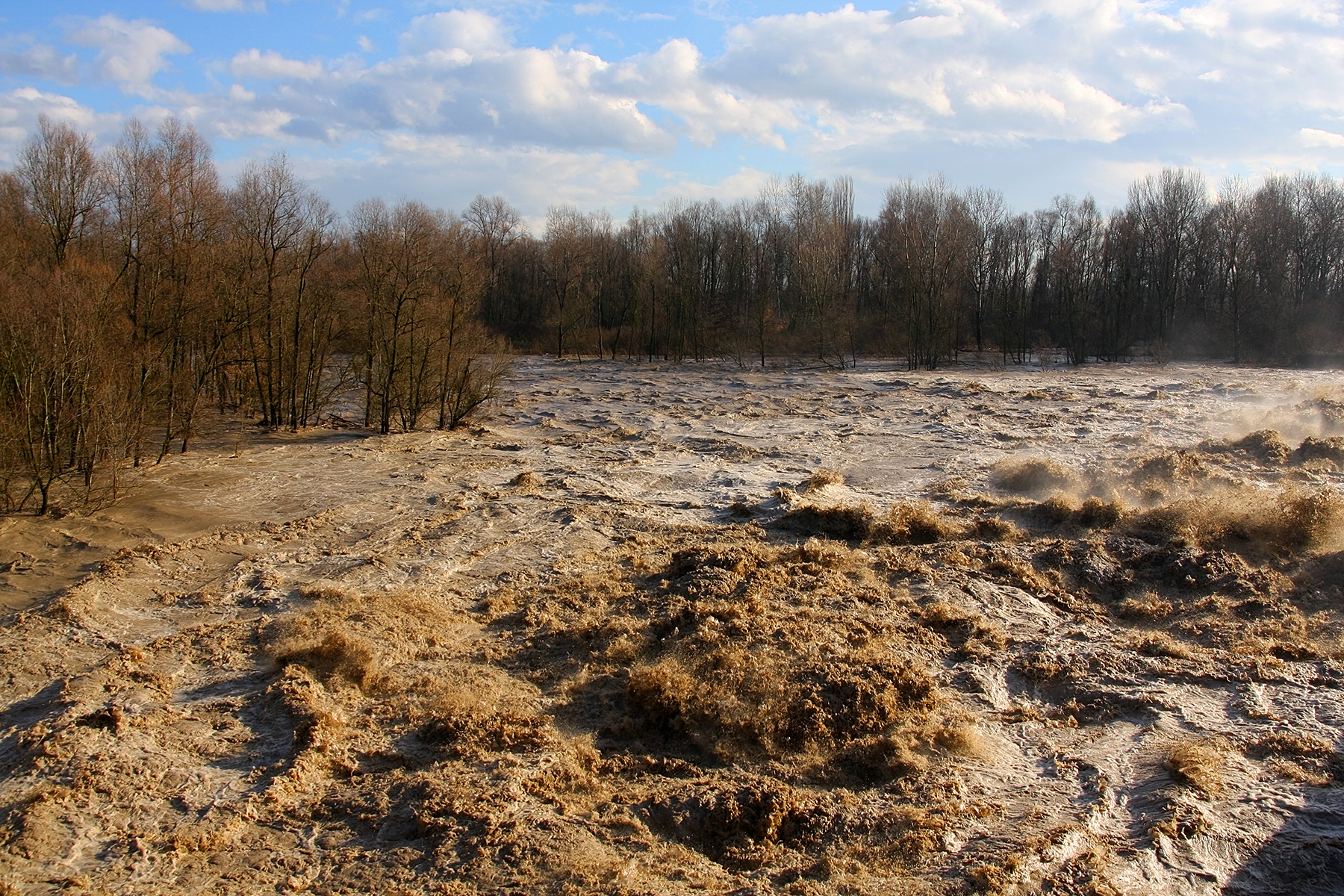
La piena del Secchia del 2009

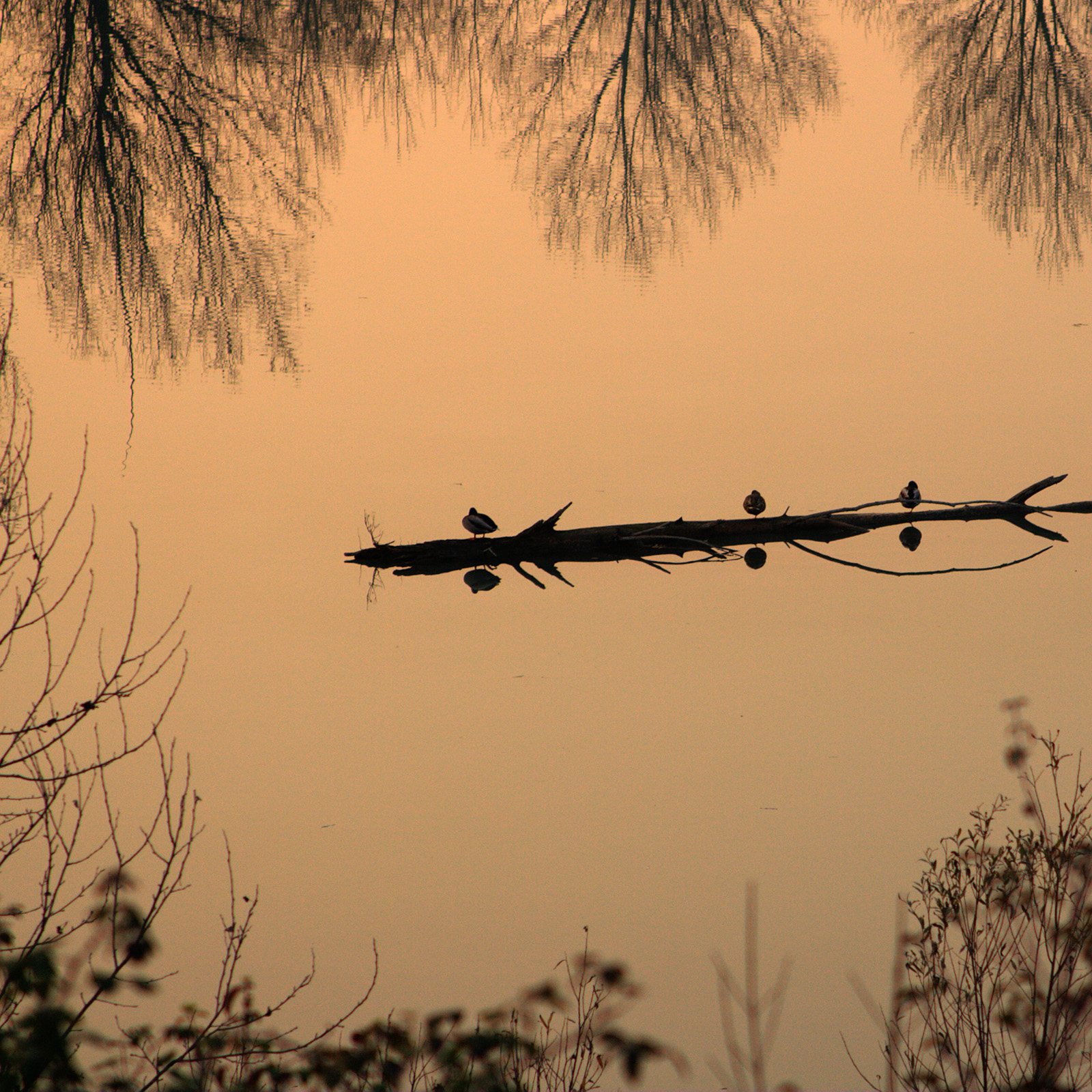
Anatre

Per avere un'idea dei cambiamenti che, in un ambiente fluviale a carattere torrentizio, provoca l'alternarsi di magre e piene, vale la pena visitare il fiume in vari momenti dell'anno: rimarranno impressi nella memoria l'estrema aridità del greto nei periodi siccitosi, quando le acque superficiali scompaiono per scorrere solo all'interno degli spessori ghiaiosi, e la straordinaria forza della corrente durante le piene più violente.
Il fiume subisce una vera metamorfosi quando, nei periodi massima piovosità, i numerosi affluenti convogliano nell'alveo principale centinaia di metri cubi al secondo e la torbida e tumultuosa massa d'acqua trasporta enormi volumi di materiali detritici e anche grossi tronchi di alberi sradicati. Alla rovinosità dei fenomeni fluviali ha dato un notevole contributo, soprattutto a partire dal dopoguerra, l'estrazione di ghiaie direttamente nel greto, con conseguente aumento della velocità di trasferimento dell'acqua verso la bassa pianura e ripresa dell'erosione.
A questo, oltre che alla complessiva perdita di naturalità del sistema fluviale e al dissesto idrogeologico dei versanti montani, si devono i grandi eventi di piena e le disastrose alluvioni che hanno segnato il decennio 1960-70. Per far fronte a questa emergenza nel 1966 furono proposte varie opere idrauliche, tra cui la cassa di espansione a lato del Secchia, considerata per l'epoca una novità nell'ingegneria idraulica nazionale. L'intervento, come gli altri degli stessi anni lungo il Crostolo e il Panaro, aveva lo scopo di ricreare artificialmente gli antichi assetti idraulici mediante una grande briglia, destinata a ristabilire le quote di fondo dell'alveo che tendeva ad approfondirsi per l'erosione, e una cassa di espansione che occupasse le golene e i bacini di piena perduti a causa delle bonifiche. L'opera, progettata e costruita negli anni 1970, fu inaugurata nel 1980. Si compone di un'imponente briglia alta una decina di metri e lunga 150 m, con quattro bocche di scarico che fronteggiano altrettanti dissipatori di energia, di una briglia selettiva a pettine, costruita tre chilometri più a monte per intercettare i tronchi più grossi, e di alcuni bacini in riva sinistra, ereditati dall'attività estrattiva che aveva ormai raggiunto la falda creando ampie aree allagate. La cassa d'espansione, che può essere svuotata tramite uno scaricatore di fondo subito a valle della briglia, è in grado di accogliere un volume idrico suppletivo di 15.000.000 metri cubi, su una estensione di 200 ettari, chiusi da 8 chilometri di arginature.

## Fauna

### L'avifauna delle zone umide

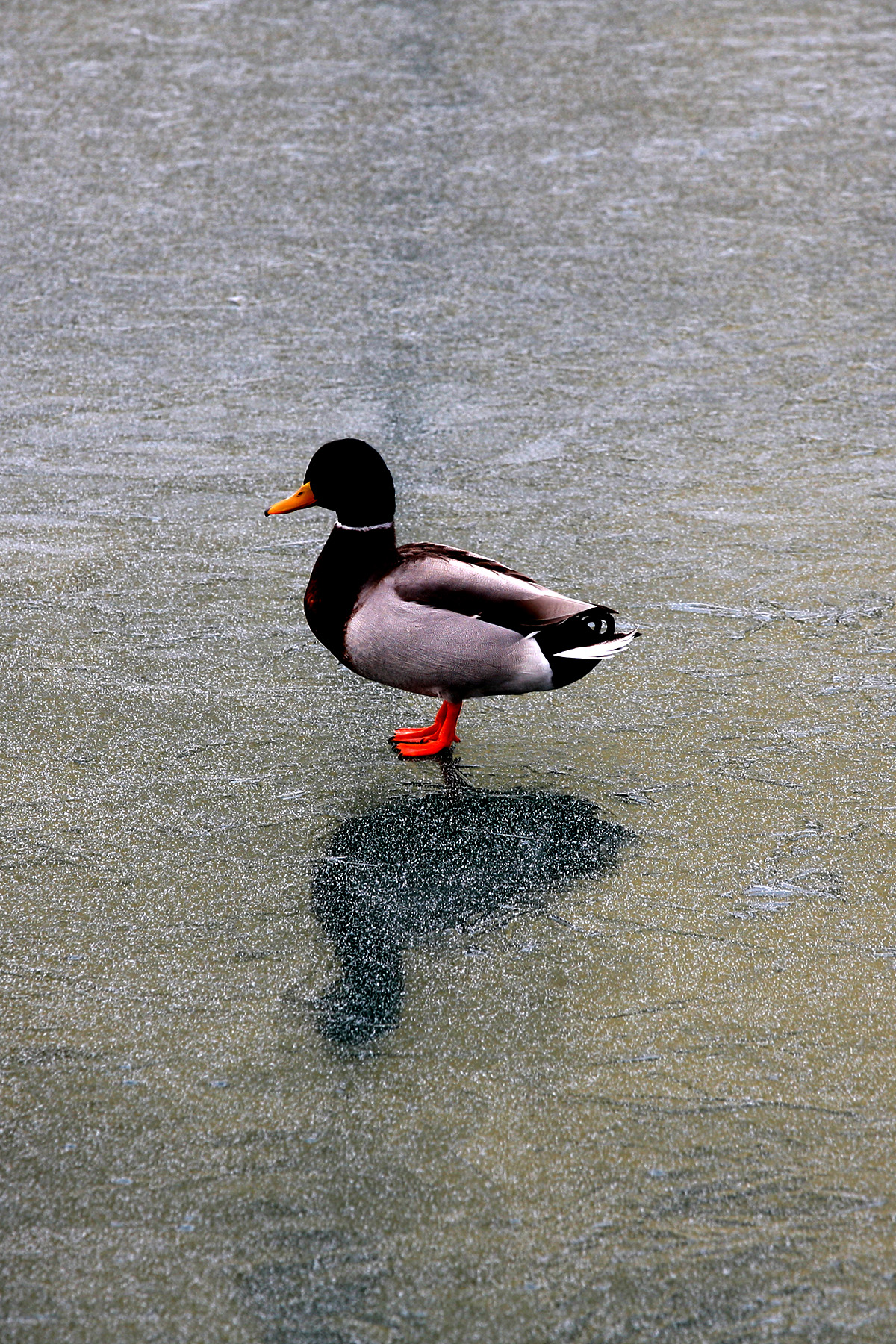
Germano reale su specchio d'acqua ghiacciato

Le ampie superfici d'acqua della riserva, alternate a lingue di terra e isolotti rivestiti di vegetazione arbustiva e arborea, e la buona disponibilità alimentare, dovuta anche alle ripetute immissioni di pesce per la pesca (carpa, scardola,luccio, pesce gatto), favoriscono la presenza di un buon numero di specie ornitiche tipiche delle zone umide, che costituiscono la componente faunistica di maggiore rilievo.
In ogni momento dell'anno il volo dei germani reali, a volte in stormi numerosi, accoglie il visitatore che si affaccia all'improvviso sugli specchi d'acqua. A queste ben note anatre, durante i mesi freddi se ne aggiungono altre di superficie, come Marzaiola, Fischione, Mestolone, e anatre tuffatrici, come Alzavola, Moriglione e Moretta. Presenti tutto l'anno sono folaghe e gallinelle d'acqua, mentre all'inizio dell'estate si fanno più numerosi Tuffetto e Svasso maggiore, che in profondità si lanciano in veloci inseguimenti a caccia di pesci; altri abili pescatori sono cormorani, gabbiani e sterne.
Le macchie di salici che crescono sulle lingue di sabbia in inverno diventano posatoi per i cormorani e in primavera permettono la nidificazione agli aironi cenerini, che vi formano animate colonie, le cosiddette "garzaie". Aironi cenerini, garzette e nitticore frequentano le zone tranquille del fiume e i bassi fondali della cassa, ritrovandosi in gran numero attorno alle pozze dove i pesci rimangono intrappolati dopo una piena.
Nelle aree di greto sassoso si può avvistare il Corriere piccolo, mentre si sposta con brevi corse alla ricerca degli invertebrati nascosti sotto la ghiaia. Osservando con un binocolo dall'alto degli argini o al riparo della vegetazione elofitica può capitare di intercettare i voli rapidi e radenti del coloratissimo Martin pescatore o di scorgere qualche limicolo, come il Beccaccino e il Cavaliere d'Italia, che con le lunghe zampe si muove tra il fango delle rive affondando il becco sottile per catturare anellidi e altri invertebrati. Il canneto è l'habitat preferito da aironi come Tarabuso e il Tarabusino, dagli assai mimetici Cannaiola e Cannareccione, che vi nidificano durante l'estate, e da altri piccoli passeriformi come Pendolino e Basettino. Il Falco di palude e il Falco pescatore sono i predatori più adattati a questi ambienti, frequentati anche dall'Albanella minore e, occasionalmente, da altri rapaci diurni e notturni.
Nei periodi di passo primaverile e autunnale non sono infrequenti gli avvistamenti di specie più rare, che scelgono gli specchi d'acqua e i boschi della riserva, abitati stabilmente da picchi, ghiandaie, cince, capinere e altri uccelli silvani, per compiere una sosta prima di riprendere il lungo volo migratorio. Per questo la riserva è una delle stazioni regionali dove si compiono ricerche e inanellamenti assai importanti per comprendere i fenomeni migratori e verificare l'andamento di popolazioni di uccelli a rischio di estinzione.

### Mammiferi, rettili e anfibi
Tra i mammiferi sono presenze comuni il Toporagno e l'Arvicola dei prati e anche carnivori come la Volpe, il Tasso e la Donnola frequentano l'area protetta: le loro abitudini notturne li rendono però difficilmente avvistabili.
Due specie legate in maniera particolare all'acqua sono l'Arvicola terrestre, la cui presenza negli ultimi decenni si è molto ridotta in pianura anche a causa della competizione con il Surmolotto (o ratto delle chiaviche), e la Nutria, che è invece in netta espansione e provoca ormai gravi danni alla fauna locale. La Nutria è un grosso roditore di origine sudamericana, con muso arrotondato, zampe posteriori palmate e coda scagliosa, che è stato importato in Italia negli anni 1960 come animale da pelliccia e si è poi diffuso in molte zone umide in seguito alle incaute liberazioni seguite al rapido abbandono di questo allevamento. La Nutria, attiva anche durante il giorno, è una buona nuotatrice, che nelle sponde sabbiose costruisce tane dotate in genere di più accessi subacquei; si nutre in prevalenza di erbe, ma non disdegna uova e molluschi.
Le scarpate assolate degli argini e le radure cespugliate sono ambienti adatti alla presenza dei rettili, tra i quali la Lucertola campestre e il Ramarro, dalla livrea verde brillante, tendono a spingersi anche in prossimità dell'acqua, dove si lasciano sorprendere mentre si espongono al sole tra le erbe alte delle rive. Un rettile dalle abitudini acquatiche segnalato di recente all'interno della riserva è la Tartaruga palustre europea, predatrice di molluschi, lombrichi, vari invertebrati acquatici e a volte anche giovani pesci o anfibi (piuttosto diffusi sono purtroppo anche esemplari esotici, distinguibili per le macchie rosse ai lati del capo, incautamente liberati negli specchi d'acqua). Facili da incontrare vicino all'acqua, perché abili nuotatrici, sono anche la Natrice tassellata e la Natrice dal collare, che abita anche zone più asciutte frequentate con regolarità da Biacco e Saettone (tutti serpenti innocui per l'uomo).
Le raccolte d'acqua ferma sono l'habitat d'elezione per gli anfibi, ma la voracità dei pesci ne limita spesso la potenziale abbondanza. All'interno della riserva sono presenti le comuni rane verdi e il Rospo smeraldino; meno frequente è il Rospo comune, mentre in vari specchi d'acqua si incontra la Rana toro, un anfibio di quasi 20 cm di lunghezza originario degli Stati Uniti, la cui presenza è dovuta a immissioni iniziate negli anni 1930.

## Flora

### La vegetazione acquatica e ripariale
La costante presenza di acqua nei grandi invasi della cassa favorisce lo sviluppo di piante strettamente legate all'ambiente acquatico, le idrofite, che vivono quasi completamente sommerse e sono visibili solo a pochi metri dalla riva, immediatamente al di sotto della superficie o in densi tappeti vegetali galleggianti. È il caso della Brasca (Potamogeton spp.), di cui sono riconoscibili le lucenti foglie ovali, spesso affiancata dalle delicate foglie pennate del Miriofillo e dai voluminosi ammassi di alghe del genere Chara.
Di recente sono state introdotte le ninfee, che con le loro foglie tondeggianti e i grandi fiori estivi, di colore bianco e giallo, sono tra le più appariscenti piante delle zone umide.
Via via che l'acqua diviene meno profonda le idrofite cedono il posto alle elofite, che mantengono sommerso il solo apparato radicale. A erbe note e ampiamente diffuse come la Cannuccia comune o le tife (Typha latifolia, Typha angustifolia), se ne aggiungono altre meno comuni, come carici e giunchi. In primavera le sponde si colorano dei vistosi fiori del Giaggiolo acquatico (o Iris delle paludi ), mentre nel periodo estivo sono ravvivate dalle infiorescenze rosate di Salcerella.

### Il bosco golenale e il greto

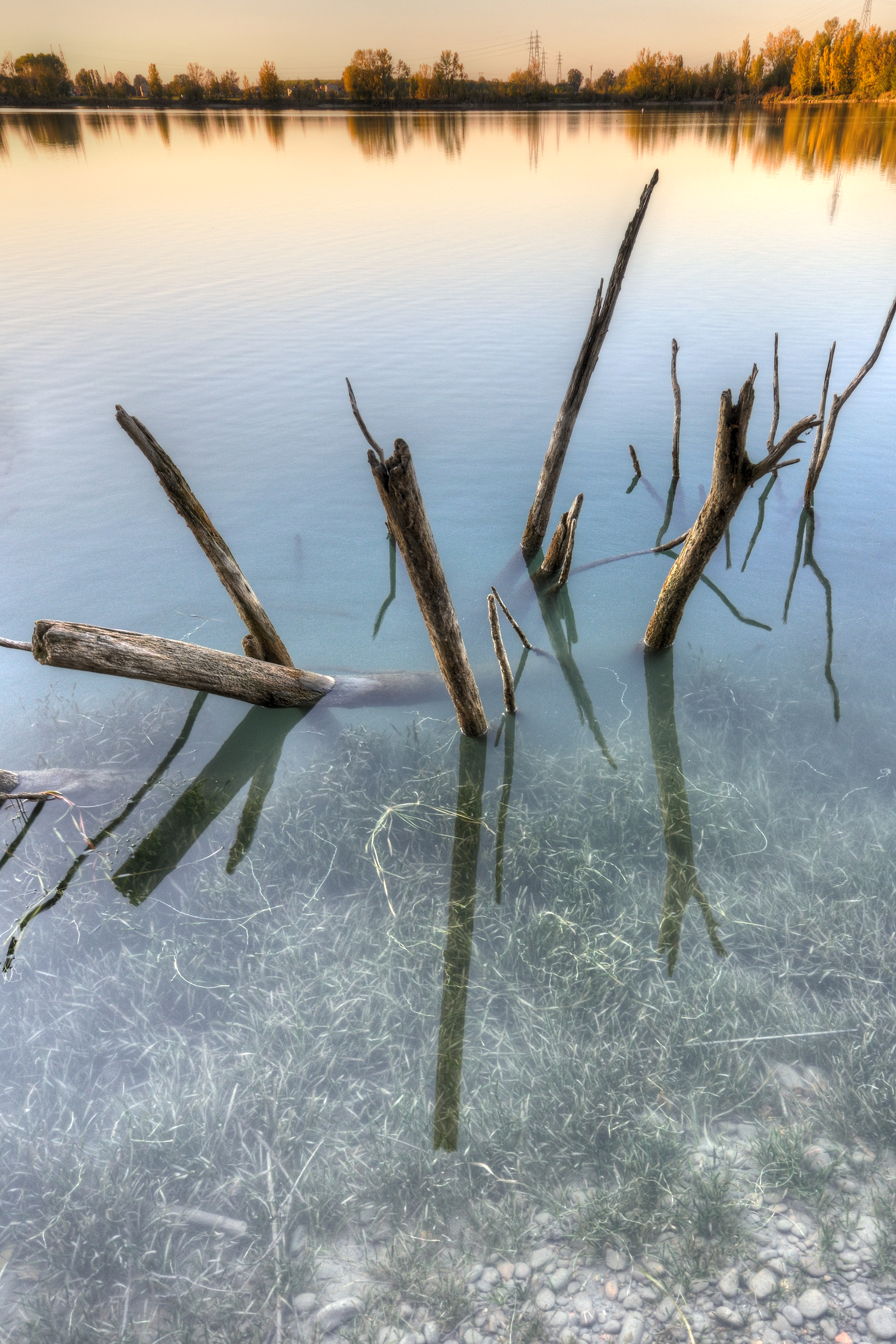
Casse di Espansione del Secchia

Nel paesaggio vegetale della cassa risalta, visibile anche a chi percorre le strade intorno all'area protetta, il bosco golenale che accompagna le sponde del fiume, in particolare quella destra.
La presenza di acqua nel terreno consente lo sviluppo di una abbondante vegetazione che tende a occupare tutto lo spazio disponibile, rendendo in qualche tratto difficoltoso il passaggio e impedendo quasi ovunque l'accesso alle rive. Domina il Salice bianco, che assume il caratteristico portamento forestale con lunghi fusti e chioma concentrata nella parte sommitale, al quale si affiancano i pioppi neri e, nei punti allagati con minore frequenza, i pioppi bianchi; in questi saliceti e salico-pioppeti crescono in maniera sporadica l'Ontano nero e l'Ontano bianco, anch'essi tipici delle fasce fluviali ma spesso poco presenti.
Nel sottobosco, particolarmente intricato e sottoposto a ripetuti allagamenti, la specie più diffusa è l'Indaco bastardo, una leguminosa di origine nordamericana che, come l'onnipresente robinia, si è perfettamente adattata alle condizioni climatiche della Pianura padana. Tra le specie erbacee sono riconoscibili i fusti reclinati di Carex pendula e le biancastre corolle tubolari di Consolida, che compaiono in primavera. Nelle zone periferiche o nelle radure vegetano invece arbusti che prediligono situazioni più assolate, come Biancospino, Sanguinello e Rosa selvatica.
Decisamente meno ospitali delle aree golenali sono le zone di greto che caratterizzano alcuni tratti del Secchia. Le piante che colonizzano questo ambiente, dove si alternano periodi di sommersione e altri di forte aridità, sono specializzate nell'affrontare situazioni estreme. Si tratta di specie erbacee annuali, di solito poco appariscenti, capaci di uno sviluppo vegetativo breve ma spesso rigoglioso, che tendono a fiorire verso la fine dell'estate: a specie come Nappola italica, Meliloto, Bidens tripartita e Chenopodium album si aggiungono altre erbe che si incontrano anche come infestanti delle colture agrarie. Solo in qualche caso le spiagge e le rive delle isole al centro del fiume sono colonizzate da esemplari arbustivi di Salice bianco e Pioppo nero che, grazie ai robusti apparati radicali, sanno resistere alla violenza delle piene.

### Le piante degli argini
L'area protetta è circondata da estesi coltivi nei quali spiccano rare farnie isolate e si riconoscono filari di pioppi cipressini o qualche residua piantata.
Nelle aree marginali, come gli incolti e le scarpate stradali, prevalgono le cosiddette piante ruderali, specie erbacee comuni nelle zone sottoposte a forte pressione antropica, che hanno conquistato anche gli argini rialzati che delimitano la cassa: in estate, tra i ciuffi di graminacee, si notano le fioriture rosate di Malva, quelle azzurre di Cicoria comune e i capolini gialli di Ceppitoni; in primavera sono facilmente individuabili i fiori gialli di Linaria, mentre in autunno è inconfondibile il Cardo, con i suoi capolini spinosi. Solo sporadicamente compaiono il Tulipano selvatico, dai bei fiori gialli, Odontites rubra, un'erba annuale dai fiori rossicci, e il Colchico, i cui grandi fiori si aprono in autunno, quando la pianta è ormai priva di foglie.